# Fluchtbalkon
Ein Fluchtbalkon ist ein Balkon, welcher durch die Verbindung zu einer Außentreppe oder unter Zuhilfenahme von Rettungsgeräten der Feuerwehr einen zweiten Fluchtweg aus einem Gebäude bildet.
Gleichzeitig zur Rettungsfunktion wird der Fluchtbalkon oft als Raucherbalkon benutzt. Er dient auch als Pausenfläche der angrenzenden Arbeitsräume, oft auch als Gemeinschaftsfläche.
Häufig werden Fluchtbalkone in Doppelfassaden integriert.

## Vorteile
- Einfache Möglichkeit, den zweiten Fluchtweg sicherzustellen
- In der Regel Aufwertung der Raumqualität der angrenzenden Räume
- Eine einfache Lösung, Raucherflächen auszuweisen

## Nachteile
- Kann zu Problemen bei erforderlichen Abstandsflächen führen.
- Bei unachtsamer Ausführung und nicht erfolgter thermischer Trennung kann es zu Wärmebrücken kommen.